# Betancur
Betancur je priimek več oseb:    
- Belisario Betancur, kolumbijski ekonomist, pravnik, pisatelj
- Fabio Betancur Tirado, kolumbijski rimskokatoliški nadškof